# Luxiaria turpisaria
Luxiaria turpisaria là một loài bướm đêm trong họ Geometridae.